# Hamataliwa dubia
Hamataliwa dubia là một loài nhện trong họ Oxyopidae.
Loài này thuộc chi Hamataliwa. Hamataliwa dubia được Cândido Firmino de Mello-Leitão miêu tả năm 1929.